# Promenade Claude-Lévi-Strauss
Promenade Claude-Lévi-Strauss är en gata i Quartier de la Gare i Paris trettonde arrondissement. Gatan är uppkallad efter den franske filosofen, antropologen och etnologen Claude Lévi-Strauss (1908–2009). Promenade Claude-Lévi-Strauss börjar vid Rue de Tolbiac och slutar vid Rue Alphonse-Boudard och Jardin Françoise-Mallet-Joris.

## Bilder
| - Gatuskylt. - Claude Lévi-Strauss. - Notre-Dame-de-la-Gare. - Jardin Françoise-Mallet-Joris. |

## Omgivningar
- Notre-Dame-de-la-Gare
- Square Héloïse-et-Abélard
- Cour du Liégat
- Passage des Crayons
- Rue du Chevaleret
- Parvis Alan-Turing
- Impasse Bourgoin
- Impasse Clisson
- Jardin Françoise-Mallet-Joris

## Kommunikationer
- Tunnelbana – linje  – Chevaleret
- Tunnelbana – linje  – Bibliothèque François Mitterrand
- Busshållplats Bibliothèque Francois Mitterand Gare – Paris bussnät

### Webbkällor
- ”Promenade Claude-Lévi-Strauss”. Les rues de Paris. https://web.archive.org/web/20190929061541/http://www.parisrues.com/rues13/paris-13-promenade-claude-levi-strauss.html. Läst 10 oktober 2023.